# Meher Kanzari
Maher Kanzari (ar. ماهر الكنزاري, ur. 17 maja 1973 w Tunisie) – tunezyjski piłkarz grający na pozycji pomocnika. W swojej karierze rozegrał 31 meczów w reprezentacji Tunezji i strzelił w nich 7 goli.

## Kariera klubowa
Karierę piłkarską Kanzari rozpoczął w klubie Stade Tunisien. W jego barwach zadebiutował w sezonie 1990/1991 w pierwszej lidze tunezyjskiej. W Stade Tunisien grał do końca sezonu 1996/1997. Latem 1997 odszedł do Espérance Tunis. Wraz z Espérance czterokrotnie z rzędu wywalczył mistrzostwo Tunezji w latach 1998–2001. W 1998 roku zdobył Puchar Zdobywców Pucharów, a w 1999 roku – Puchar Prezydenta Tunezji.
Na początku 2001 roku Kanzari przeszedł do saudyjskiego Al-Ahli Dżudda. Zdobył z nim Puchar Federacji Saudyjskiej. W sezonie 2001/2002 grał w Zjednoczonych Emiratach Arabskich, w klubie Al-Nasr Dubaj. Karierę zakończył po sezonie 2002/2003 jako zawodnik Dubai Club.

## Kariera reprezentacyjna
W reprezentacji Tunezji Kanzari zadebiutował w 1998 roku. W 2000 roku został powołany do kadry na Puchar Narodów Afryki 2000. Na tym turnieju rozegrał 5 meczów: z Marokiem (0:0), z Kongiem (1:0), ćwierćfinale z Egiptem (1:0), półfinale z Kamerunem (0:3) i o 3. miejsce z Republiką Południowej Afryki (2:2, k. 3:4). W kadrze narodowej od 1998 do 2002 roku rozegrał 31 meczów i strzelił w nich 7 goli. Wcześniej w 1996 roku wystąpił na Igrzyskach Olimpijskich w Atlancie.